# Guglielmo II di Namur
Guglielmo II di Namur (22 gennaio 1355 – Namur, 10 gennaio 1418) fu marchese di Namur dal 1391 fino alla sua morte.

## Origine
Secondo la Histoire du comté de Namur, Guglielmo era il figlio maschio primogenito del marchese di Namur, Guglielmo I e della baronessa del Vaud, Caterina, che era la figlia del Barone di Vaud, Luigi II (Luigi era citato come suo erede nel suo testamento del padre) e della moglie, Isabella di Châlon, che secondo la Histoire généalogique des ducs de Bourgogne de la maison de France era figlia di Giovanni I di Châlons (1259 † 1316), signore d'Arlay e di Margherita († dopo il 1300), figlia del Duca di Borgogna e re titolare di Tessalonica, Ugo IV di Borgogna e della sua seconda moglie Beatrice di Champagne.
Secondo la Histoire du comté de Namur, Guglielmo I di Namur era il figlio maschio quintogenito del Marchese di Namur, Giovanni I e della sua seconda moglie, Maria d'Artois, che, secondo la Continuatio Chronici Guillelmi de Nangiaco, era figlia di Bianca di Bretagna, moglie di, moglie di Filippo d'Artois.

## Biografia
Suo padre, Guglielmo I, era al suo secondo matrimonio, avendo sposato, in prime nozze, Giovanna di Beaumont (1323 - 1350), contessa di Soissons, figlia di Giovanni di Beaumont (1288 - 1356) e di Margherita di Soissons, contessa de Soissons, dalla quale aveva avuto un solo figlio, di cui non ci è pervenuto il nome: 
- figlio, deceduto in tenera età.

Sua madre, Caterina era al suo terzo matrimonio, avendo sposato, in prime nozze, il 1º ottobre 1330, il Signore di Milano, Azzone Visconti (al quale non diede figli), che, secondo il Rerum Italicarum scriptores, era figlio del Signore di Milano e vicario imperiale, Galeazzo I e di Beatrice d'Este, ed, in seconde nozze, secondo la Chronique des comtes d’Eu, nell'ottobre del 1340, il Connestabile di Francia, conte di Eu e di Guînes, Rodolfo II di Brienne (al quale non diede figli), figlio di Rodolfo II di Brienne e Giovanna di Mello.
Nel 1359, a causa dei debiti del marchesato, sua madre, Caterina, vendette al conte Amedeo VI di Savoia ogni suo diritto sul Vaud, per una cifra di 160.000 fiorini d'oro.
Un primo documento in compare Guglielmo è il n° 105 del Cartulaire de la commune de Namur, tome II, del 1384, in cui si riconosce debitore del padre.
In quel periodo, Guglielmo ricevette le signorie di Béthune e di Montaigle; infatti nel documento n° 14 del Cartulaire de la commune de Walcourt, del 1387, Guglielmo si cita come signore di Béthune e Montaigle (Guilleaumes de Namur sires de Bethunes et de Montaigle).
Nel 1389, col fratello, Giovanni (Guilleames aisneit fils du conte de Namur sires de Béthune et Johans ses frères sires de Winendalles), furono gli arbitri di una contestazione, come da documento n° 113 del Cartulaire de la commune de Namur, tome II.
Suo padre, Guglielmo I, dopo una vita passata a combattere si spense serenamente nel suo letto, a Namur, il 1º ottobre 1391 e fu tumulato presso la chiesa dei Francescani di Namur.
Guglielmo gli succedette come Guglielmo II.
Uno dei primi atti di Guglielmo fu il rinnovo per altri nove anni, nel 1392, del Octroi, il Dazio, alla città di Namur, che suo padre aveva già concesso nel 1383, e che poi continuò a rinnovare.
Nel 1408 Guglielmo fu al seguito del duca di Borgogna, Giovanni senza Paura nella battaglia contro i cittadini di Liegi, che erano in aperta rivolta. Nella battaglia di Othée, il 23 settembre 1408, la popolazione di Liegi venne decisamente sconfitta, e l'influenza borgognona si stabilì anche nella città di Liegi.
Il suo periodo di marchesato si svolse tranquillamente e fu dedicato ad incoraggiare i commerci e l'imprenditoria, come alla costruzione di fortificazioni.
Guglielmo II morì il 10 gennaio 1418 e fu inumato presso la chiesa dei Francescani di Namur, accanto al padre. Guglielmo, come conferma anche la Opera diplomatica et historica, tomus primus di Auberti Miraei, era senza discendenza, per cui gli succedette nella titolarità del marchesato il fratello Giovanni.
Guglielmo destinò lasciti, gioielli e reliquie alla chiesa di San Pietro di Namur, che circa un mese dopo rilasciò una ricevuta, come da documento n° 143 del Cartulaire de la commune de Namur, tome II.

## Matrimoni e discendenza
Guglielmo II, il 2 agosto 1384, aveva sposato, in prime nozze, Maria di Bar, figlia del Conte di Mousson, marchese di Pont-à-Mousson e primo duca di Bar, Roberto I e di Maria di Francia, e dalla quale non ebbe figli.
Dopo essere rimasto vedovo, nel 1393, Guglielmo II sposò, in seconde nozze, Giovanna di Harcourt(1372 - 1456), figlia di Giovanni VI di Harcourt e di Caterina di Borbone; che Giovanna (madame Johanne de Harrecourt contesse et dame desdis lieux sa femme) fu la moglie di Guglielmo II, viene confermato anche dal documento n° 143 del Cartulaire de la commune de Namur, tome II. Guglielmo neanche da Giovanna ebbe figli.

### Letteratura storiografica
- (FR)  Histoire généalogique des ducs de Bourgogne de la maison de France
- (FR)  Histoire du comté de Namur
- (FR)  Histoire généalogique de la maison royale de Dreux (Paris), Luxembourg.
- (IT)  Sezione Corte -> Testamenti de' sovrani, e principi della Real Casa di Savoia in Materie politiche per rapporto all'interno (Inventario n. 104) -> Testamenti -> Mazzo 1.4 Archiviato il 18 ottobre 2021 in Internet Archive.